# 祁汉
祁汉（1988年5月25日—），汉族，中国大陸歌手，毕业于沈阳音乐学院，2012年参加东方卫视《声动亚洲》比赛，随后被台湾制作人陈子鸿相中签约。

## 主要经历
- 1988年 出生于辽宁省沈阳市；
- 2006年 考入沈阳音乐学院流行演唱专业本科班（2010年毕业）；
- 2007年 参加湖南卫视《2007快乐男声》进入济南赛区50强；同年参加东方卫视《加油好男儿》比赛进入沈阳赛区30强；
- 2008年 参加东方卫视《我型我秀》获得沈阳赛区第五名；
- 2009年 参加江苏卫视《绝对唱响.名师高徒》比赛获得沈阳赛区第四名；
- 2010年 参加湖南卫视《2010快乐男声》获得沈阳赛区25强[1]、全国300进60被淘汰；同年参加香港时尚购物展第四届《封面明星Cover Star》比赛获得冠军；
- 2011年 参加东方卫视《谁能百里挑一》交友节目，由于外形突出受到各位女嘉宾青睐而名声大噪；
- 2012年 参加东方卫视《声动亚洲》比赛进入40强[2]，并签约台湾喜欢音乐唱片公司，同年10月发行单曲《Wanna Be Your Love》[3]和写真集《新生纪念册》；
- 2013年 参加湖南卫视《2013快乐男声》获得长沙赛区10强[4]、全国30强、复活赛周冠军[5]，从而再一次收获更多关注和人气。
- 2014年 主持青海卫视旅游节目《时尚旅游》[6]。

## 音乐作品

### 单曲
未收录在其专辑里的单曲
| 发行日期   | 歌曲名稱               | 所屬專輯、备注 |
| ---------- | ---------------------- | -------------- |
| 2012年10月 | 《Wanna Be Your Love》 |                |
| 2014年2月  | 《两页的爱情小说》     |                |

## 电影作品
- 2012年7月 情景剧《与青春有关的日子》扮演男一号“王海涛”
- 2012年10月 微电影《Mamonde M型男帮》扮演“梦妆男士”
- 2013年4月 电视剧《红白喜事》扮演“赵小寒”

## 主持节目
- 2012年 主持东方卫视《如鱼得水》
- 2014年 主持青海卫视《时尚旅游》

## 写真集
- 2012年10月 出版写真集《新生纪念册》

## 电视节目
1. 东方卫视《我心唱响》《谁能百里挑一》《如鱼得水》《声动亚洲》《我型我秀》
2. 深圳卫视《大娱乐家》
3. 广西卫视《生活大调查》
4. 湖南卫视《天天向上》《快乐男声》《想唱就唱》
5. 青海卫视《时尚健康》《时尚旅游》
6. 旅游卫视《音乐心旅程》
7. MTV《天籁村》
8. 中央人民广播电台《叱咤金曲榜》
9. 江苏卫视《绝对唱响》
10. 卡酷卫视《谁敢挑战小学生》
11. 湖北卫视《包公来了》
12. 上海艺术文人频道《光阴的歌》
13. 上海动感101电台《东方风云榜》
14. 视讯中国《天翼大明星专访》
15. 沈阳电视台《星光夜话》
16. 光线传媒《明星加油站》《音乐风云榜》
17. 金鹰网《金鹰访谈》

## 个人歌友会
- 2012年2月25日 “祁光异彩2012祁汉歌友会”沈阳站
- 2012年4月6日 “祁光异彩2012祁汉歌友会”大连站
- 2012年10月14日 “祁光异彩2012祁汉歌友会”上海站
- 2012年11月17日 “祁光异彩2012祁汉歌友会”杭州站
- 2012年11月23日 “祁光异彩2012祁汉歌友会”北京站